# Edsel
Az Edsel a Ford Motor Company 1958 és 1960 között gyártott autómárkája volt. A Ford nagy reményeket fűzött a márkához, de az Edsel számos gazdasági fiaskó és rossz döntés következtében két évvel az indulás után becsődölt. Az Edsel történetére azóta is a kereskedelmi kudarc egy érzékletes példájaként hivatkoznak főleg Amerikában.

## Története
A márka története az ötvenes évek közepétől kezdődik. A Fordnak ebben az időben jól ment a sora, amit főleg a Thunderbird nevű modelljük sikerének köszönhettek. Ekkor döntöttek amellett, hogy létre kéne hozni még egy márkát, amit a hétköznapi Fordok és a luxust jelentő Lincoln közé szándékoztak pozicionálni. Kiderült ugyanis, hogy a Ford luxusmárkájának számító Lincoln ellenfele a rivális General Motors-nál nem a Cadillac, hanem az az alatti Oldsmobile. Ennek érdekében az új márkával akartak konkurálni az Oldsmobile-lal, miközben a Lincolnokat igyekeztek magasabb színvonalon gyártani. Az elhatározást tett követte és nemsokára elkezdtek dolgozni az „E-Car”-nak nevezett modellen, ami az experimental, azaz kísérleti szóra utalt. A Ford akkori igazgatótanácsának elnöke, Ernest Breech, aki az egész projekt motorja volt már az E-betű miatt is arra gondolt, hogy az autót a cégalapító Henry Ford fiatalon elhunyt fiáról, Edselről nevezzék el. Akaratát keresztülvitte az ötletet ellenző családon is, pedig ifjabb Henry Ford közölte, hogy nem szeretné elhunyt édesapja nevét látni az autókon. A társaság szakemberei egyébként hatezer lehetséges márkanevet vizsgáltak meg, s a lista elején szereplőket végül típusjelzésként hasznosították. Ezután következett az, ami talán leginkább okolható a márka kudarcáért: a kocsikat mint forradalmian új modelleket mutatták be agresszív reklámkampány keretében 1957. szeptember 4-től, melyet fellengzősen csak „E-nap”-nak neveztek. A nagyobb hírverés kedvéért még egy külön show-műsort is csináltak The Edsel Show címmel, melyben a korszak olyan nagyjai szerepeltek, mint Frank Sinatra, Louis Armstrong, vagy Bing Crosby, ezt október 13-án sugározták a tévében. Az Edsel összesen hét modellel jelent meg, ezek voltak a Bermuda, a Citation, a Corsair, a Pacer, a Ranger, a Roundup, és a Villager. A Citation, Corsair, Pacer és Ranger kupé, kabrió és limuzin, a Roundup kétajtós, a Bermuda és Villager típusok pedig négyajtós kombi modellek voltak.

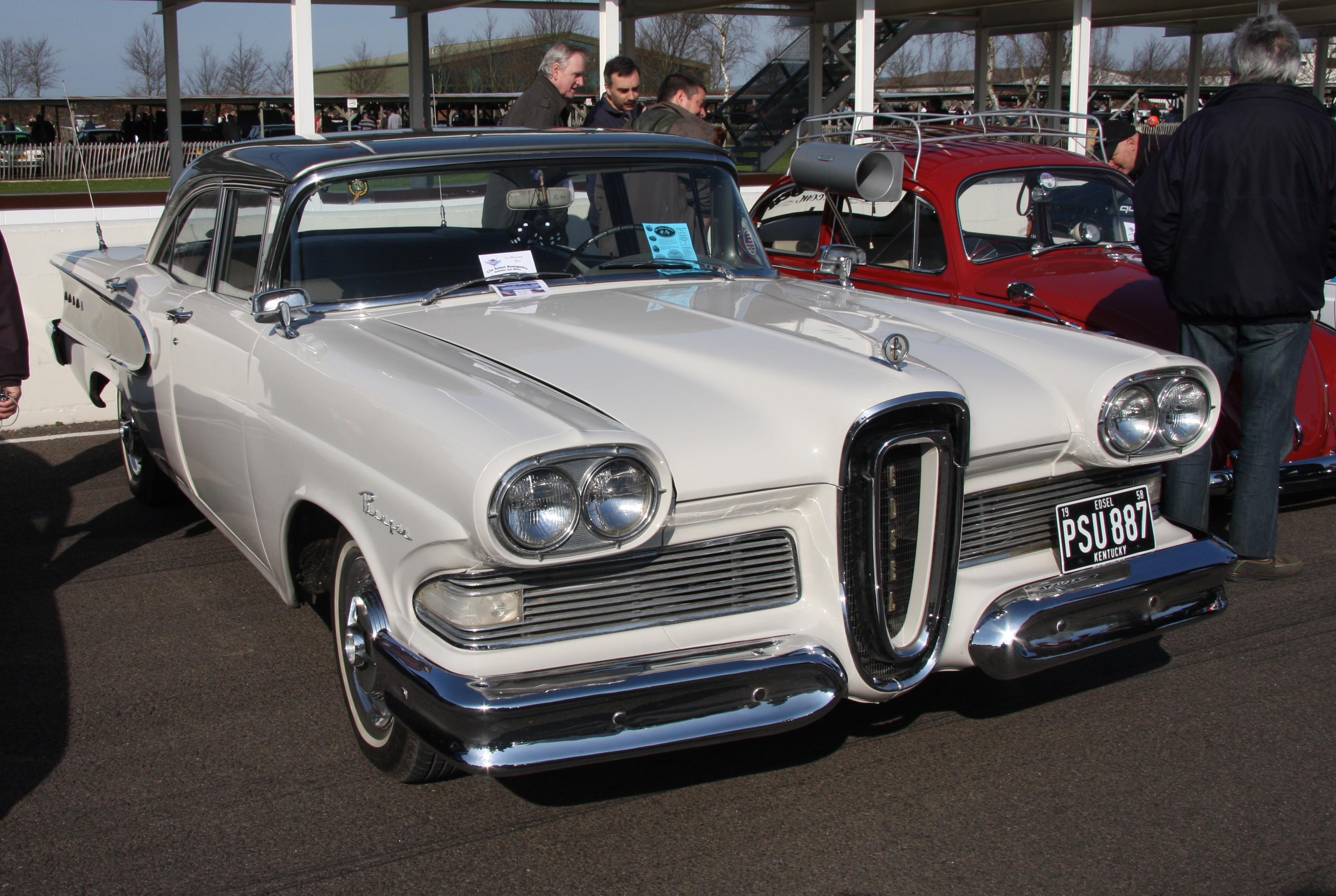
1958-as Edsel Ranger limuzin

Bár a modellek valóban rendelkeztek számos újdonsággal, mint a kormányagyba épített nyomógombos Teletouch-sebességváltó, a beállítható sebességhatárra vörös fénnyel figyelmeztető, forgó számlapos sebességjelző, az alacsony olajszintre és -nyomásra, behúzott rögzítőfékre, alacsony üzemanyagszintre, túl hideg és meleg motorra figyelmeztető lámpa, alapfelszereltségű biztonsági öv, vagy a gyerekzár a hátsó ajtón, de ezekkel együtt sem voltak olyan forradalmi járművek, mint ahogy azokat a reklámokban lefestették, inkább voltak az átlagnál díszesebb Fordok. A kocsik árával is hibát követtek el, mert az egyaránt versenyzett a drágább Fordokkal és az olcsóbb Mercurykkal. Ráadásul az Edselek különböző típusait különböző gyárban szerelték össze: a két olcsóbbik modell, a Ranger és a Pacer előállítását Ford-, a drágább Corsair és Citation típusokét pedig Mercury-üzemek végezték az USA több pontján és Kanadában. A „hontalan” Edsellel mindenhol csak úgy mellékesen foglalkoztak, ráadásul nem volt egységes minőség-ellenőrzés, mindennek pontatlanság és változó összeszerelési színvonal lett a következménye. Többen idegenkedtek az Edsel arculatának is tekinthető ovális hűtőmaszkjától is, mellyel kapcsolatban számos gúnynév is született, egyeseket ló hámra, másokat vécéülőkére emlékeztetett, de a szóbeszéd szerint voltak, akik női szájra, vagy egyenesen női nemi szervre asszociáltak. Másoknak a kocsi „benőtt körmöknek” gúnyolt hátsó lámpája sem tetszett. A felfokozott várakozás okozta csalódás mellett az is visszavetette az eladásokat, hogy egy akkor végigsöprő recesszió miatt kevesen akartak nagy fogyasztású autót venni.
1959-re csak a Corsair, Ranger és a Villager modellek újultak meg, a kocsik visszafogottabbak lettek az 58-as modellekhez képest. Bár a függőleges középső hűtőmaszk megmaradt, a kocsik már sokkal „fordosabb” megjelenésűek lettek, ennek jeleként a lámpák a hűtőrácsba költöztek, de számos más alkatrész is a korabeli Fordokból származott, nem utolsósorban költségcsökkentési okokból, így például a gombos váltót is hagyományos Ford-váltóra cserélték. A jellegtelenítő módosítások hatására még tovább zuhant az Edselek eladása. 1960-at már csak a Ranger és a kombi Villager típus érte meg, mely formára egy osztott hűtőmaszkú Ford Fairlane lett, ennek megfelelően már sokkal szolidabb külsővel, a függőleges hűtőből is csupán egy kicsiny dísz lett az osztás közepén. (Nem teljesen tisztázott információk szerint eredetileg ide egy nagy, függőleges, krómozott idomot terveztek volna az ovális hűtőmaszk helyett, de ha ez így is volt megmaradt prototípusnak.) Egy kisebb típust is terveztek Comet néven, de azt végül átpasszolták a Mercurynak. 1960-ban néhány hónap után aztán végleg leállt az Edsel gyártása. Bár a Ford csak az első évben 250 000 eladott autóval számolt, ehhez képest az egész gyártás két éve és négy hónapja alatt mindössze 100 000 autót tudtak csak értékesíteni. A kocsikból a közületeknek is jutott, a limuzinokból taxi és rendőrautó, a kombikból pedig mentőautó is készült, de a Ford vesztesége így is 250-300 millió dollárra rúgott. Az Edsel régi rossz híre mára a múlté, sok régi autóhoz hasonlóan ma tisztelet övezi a márkát, különösen mivel kevés modell maradt meg épen.

## Galéria

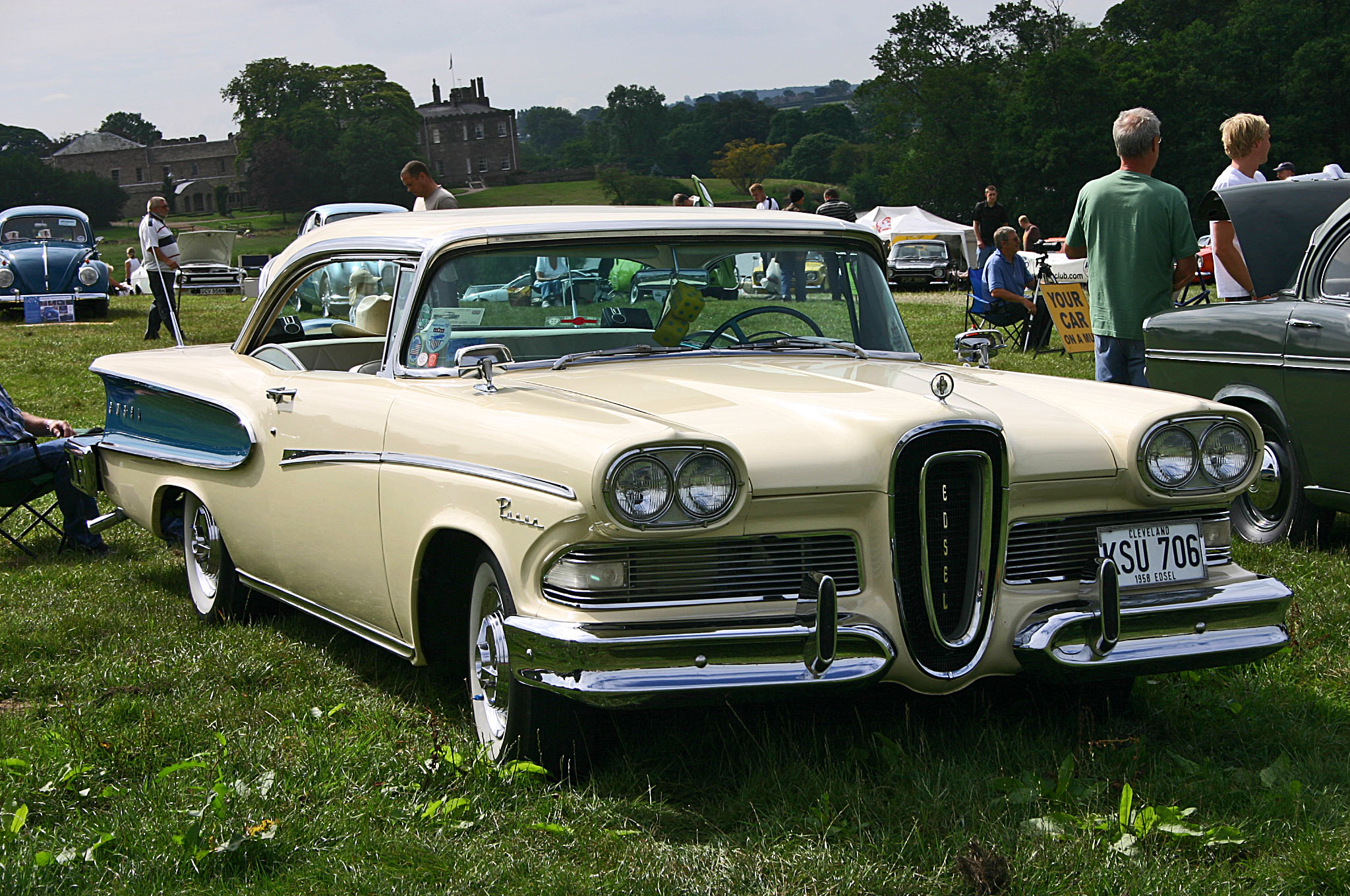
1958-as Edsel Pacer kupé
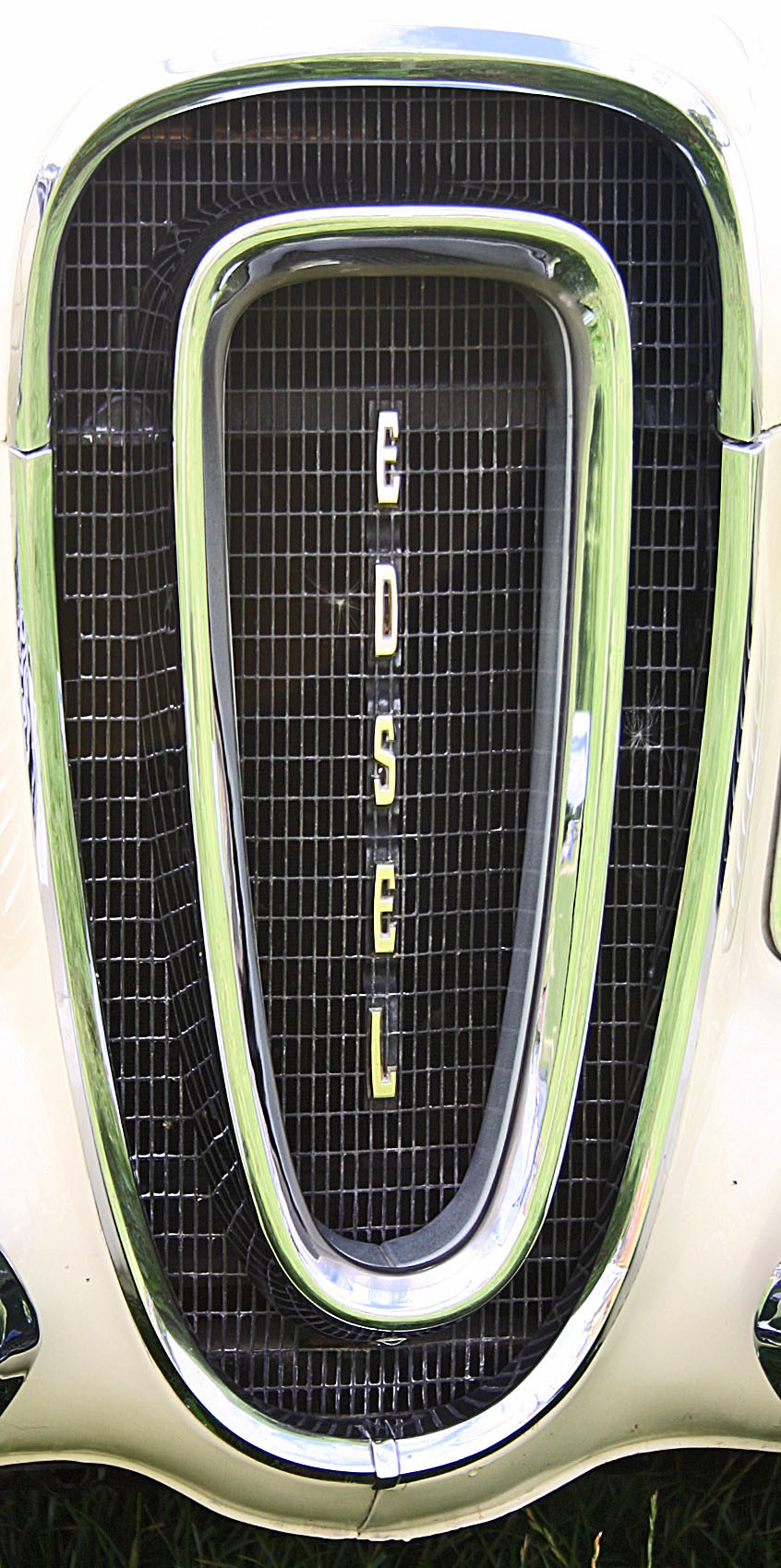
Az 1958-as "ló hám" hűtőmaszk
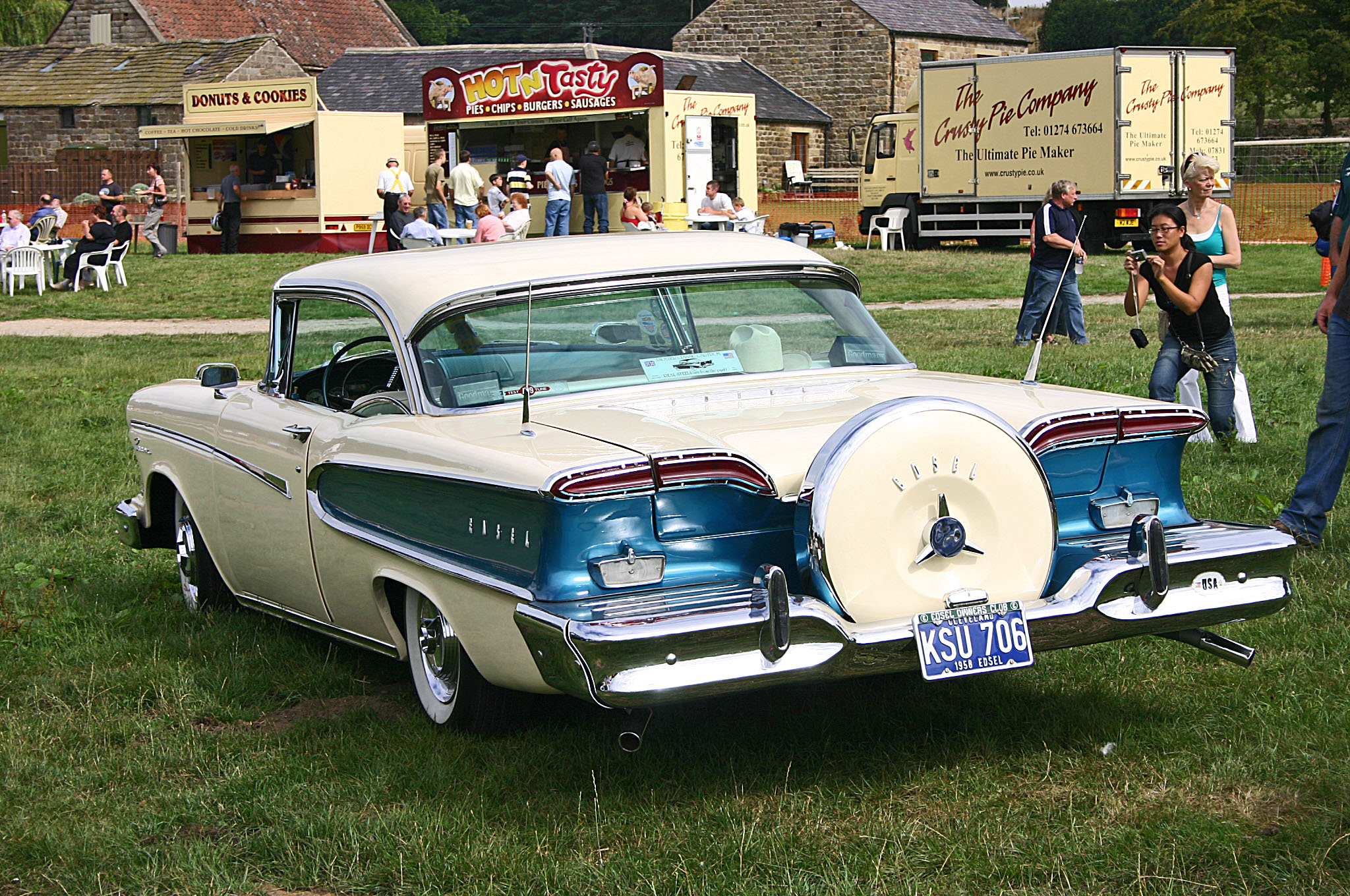
1958-as Edsel Pacer hátulnézetből
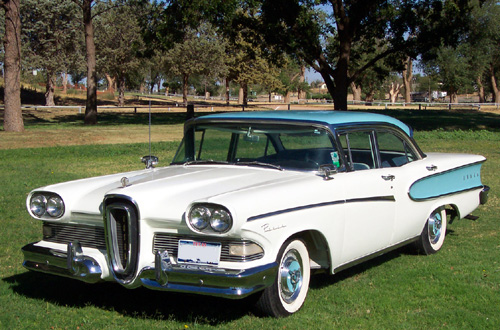
1958-as Edsel Pacer limuzin
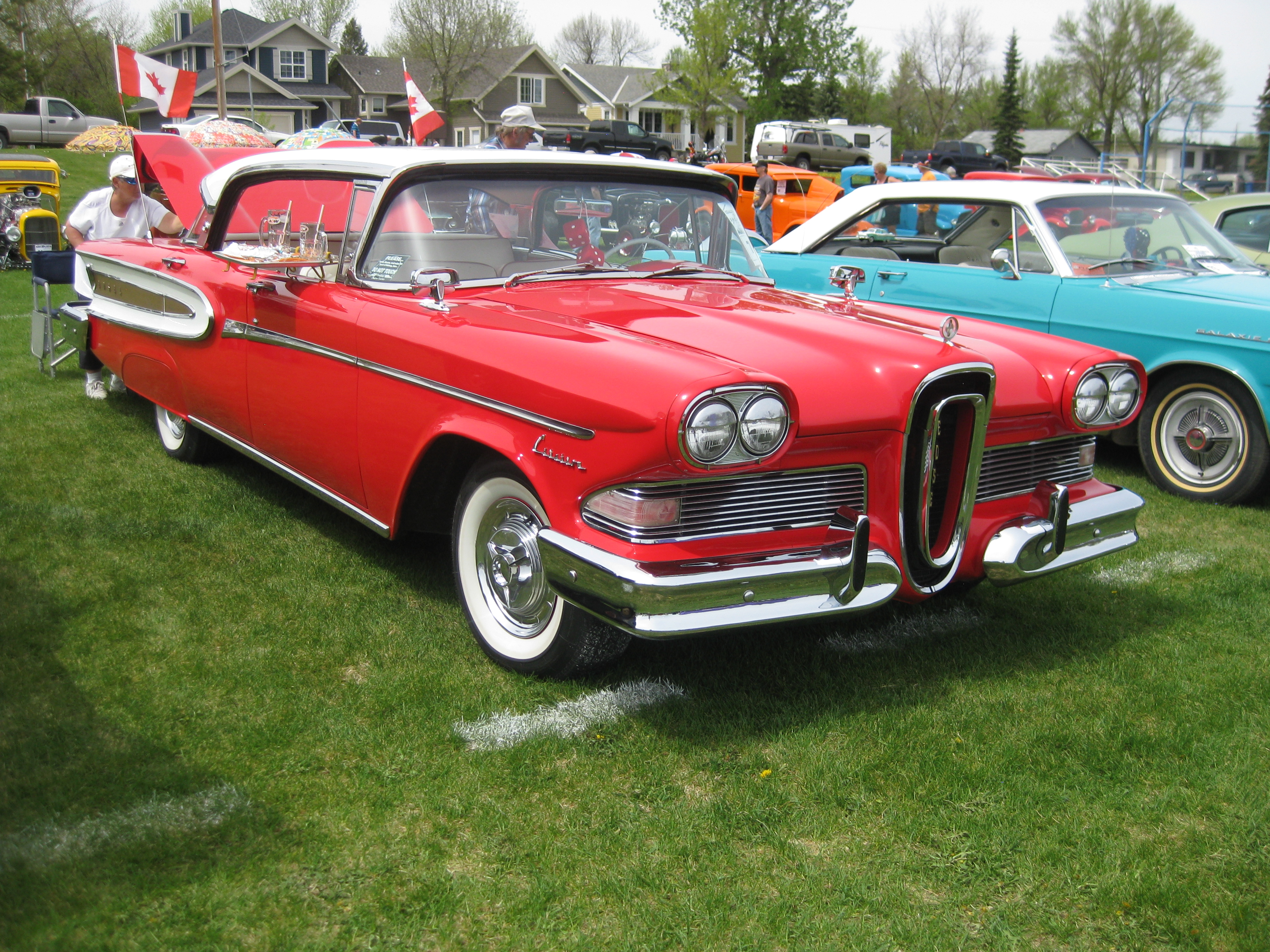
1958-as Edsel Citation limuzin
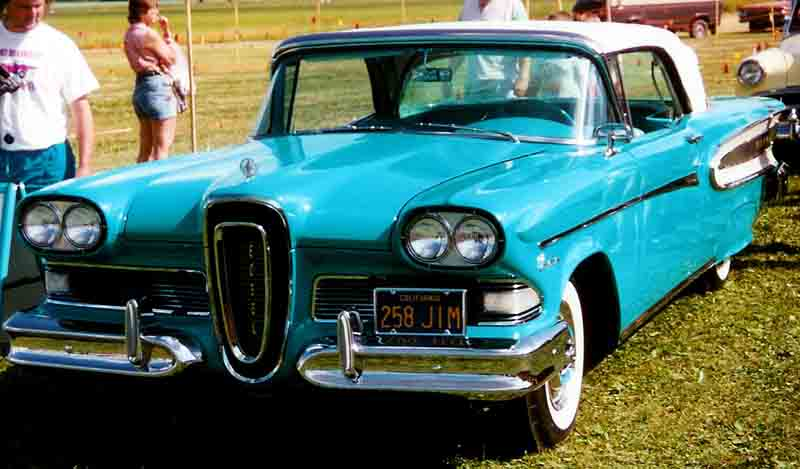
1958-as Edsel Citation kabrió
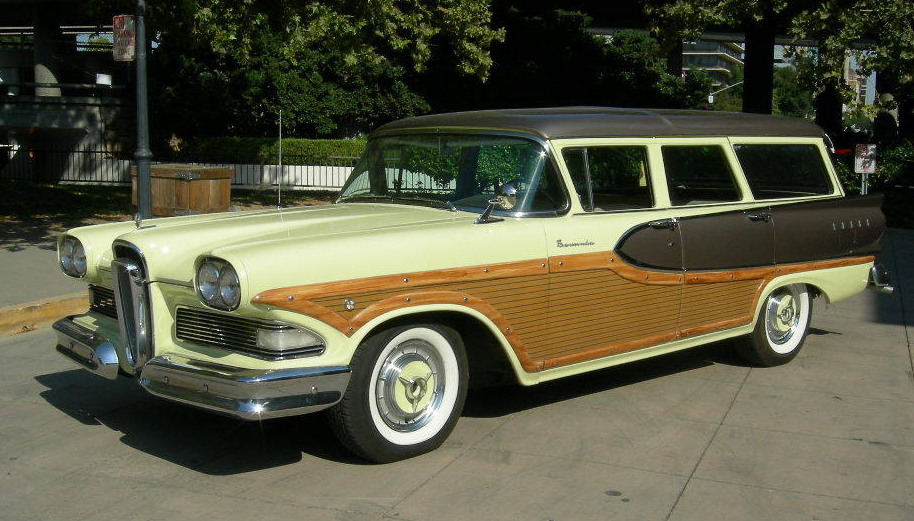
1958-as Edsel Bermuda
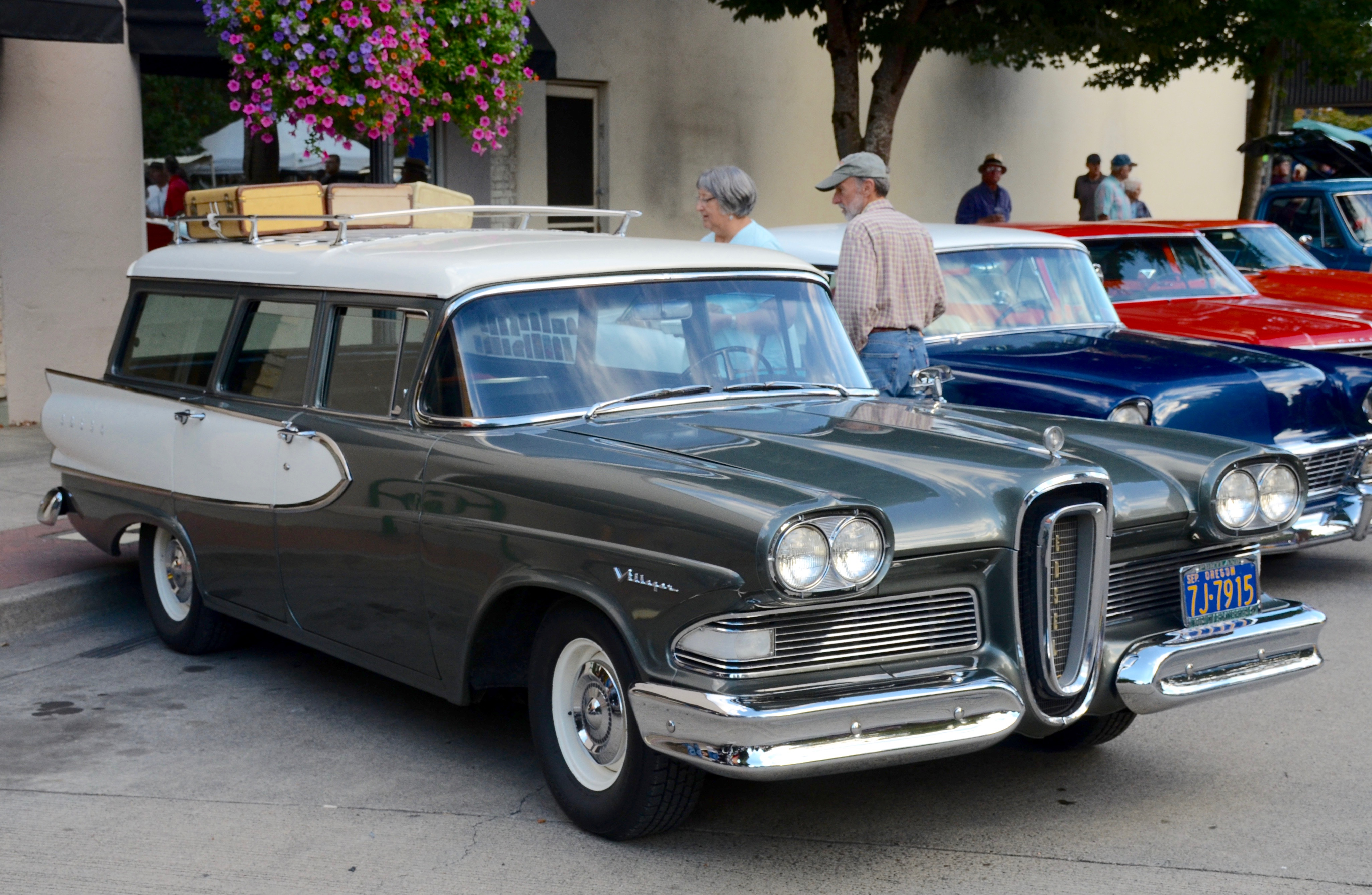
1958-as Edsel Villager
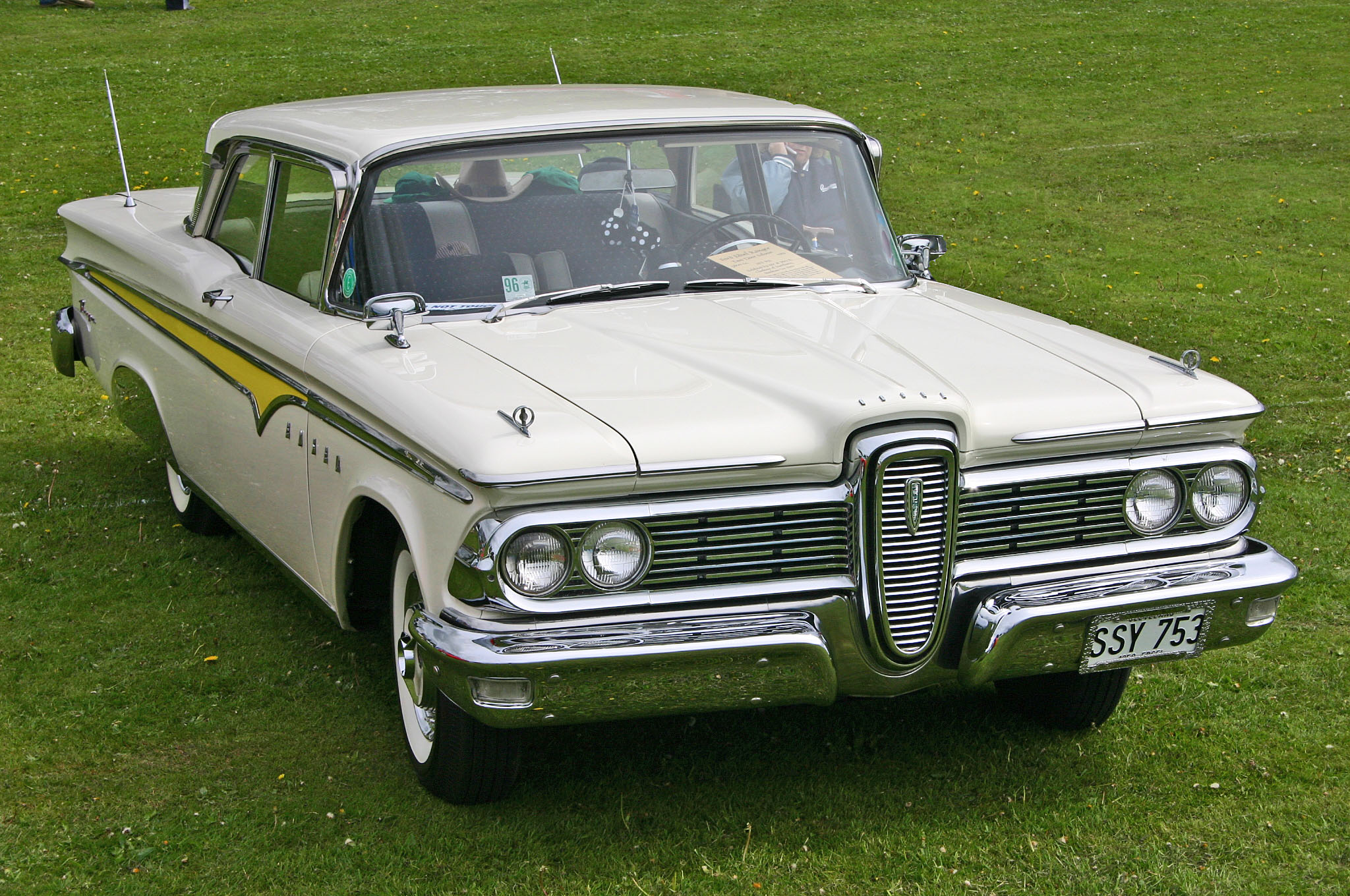
1959-es Edsel Ranger kupé
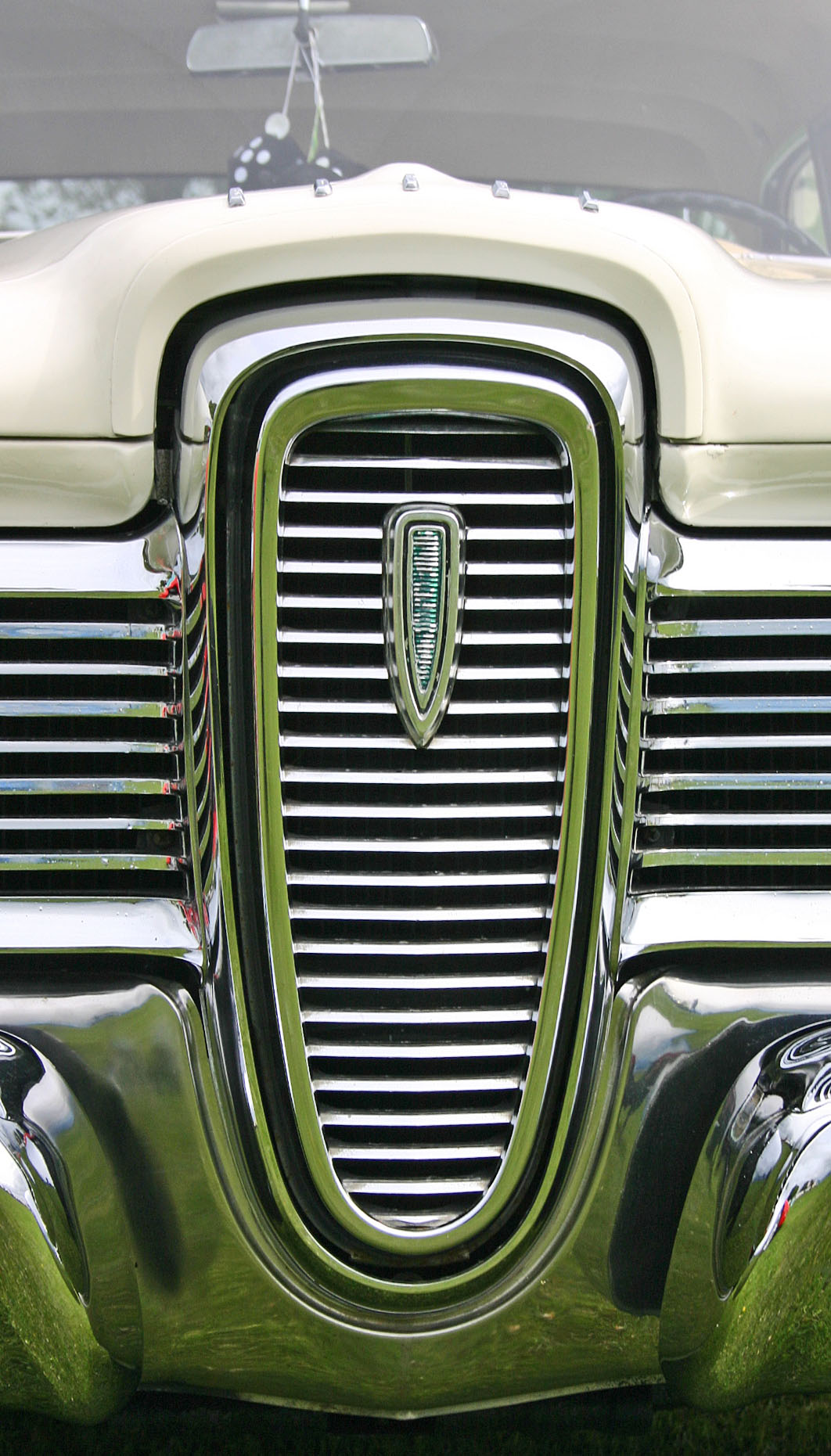
Az 1959-es "ló hám" hűtőmaszk
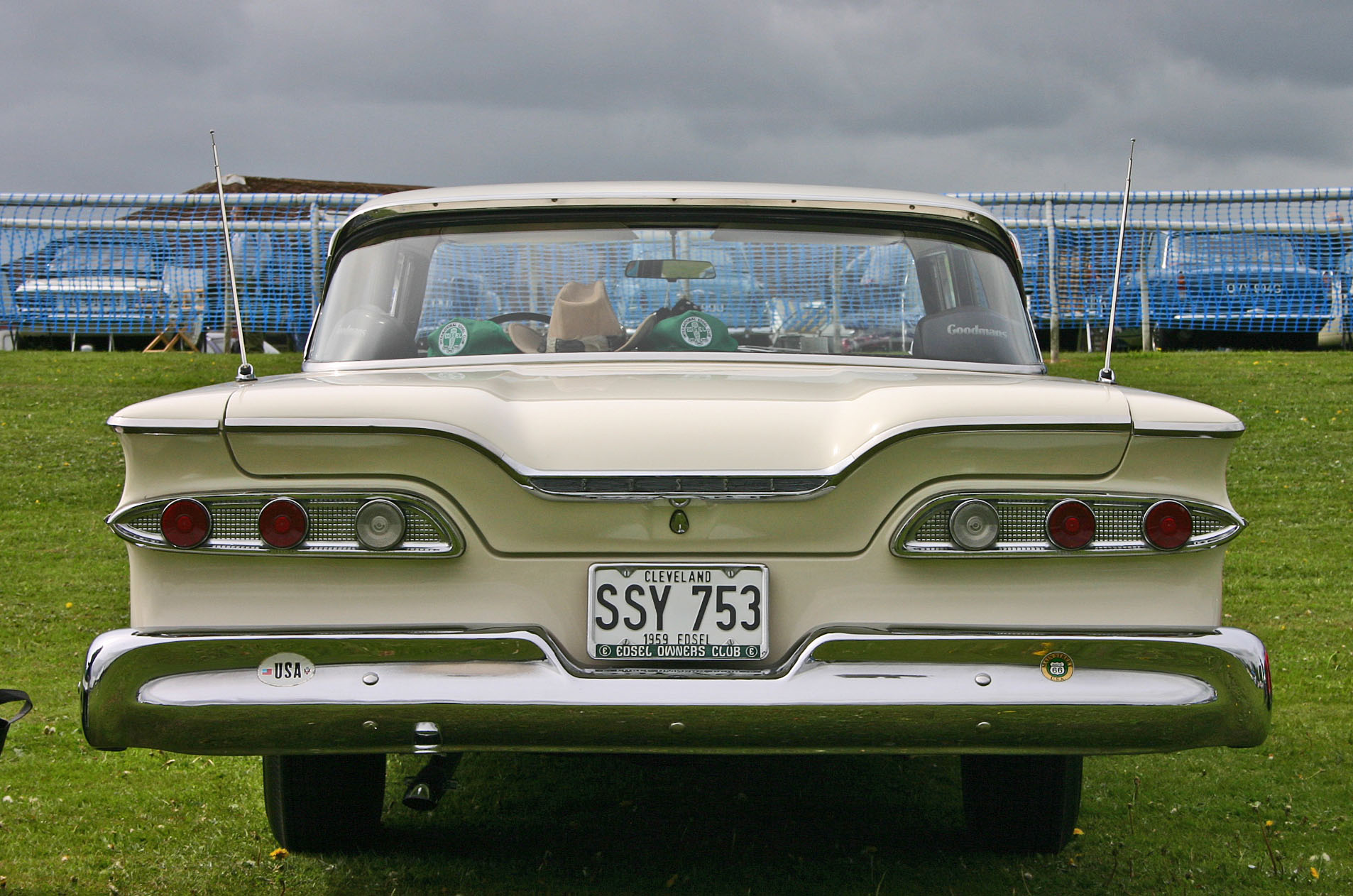
1959-es Edsel Ranger hátulnézetből
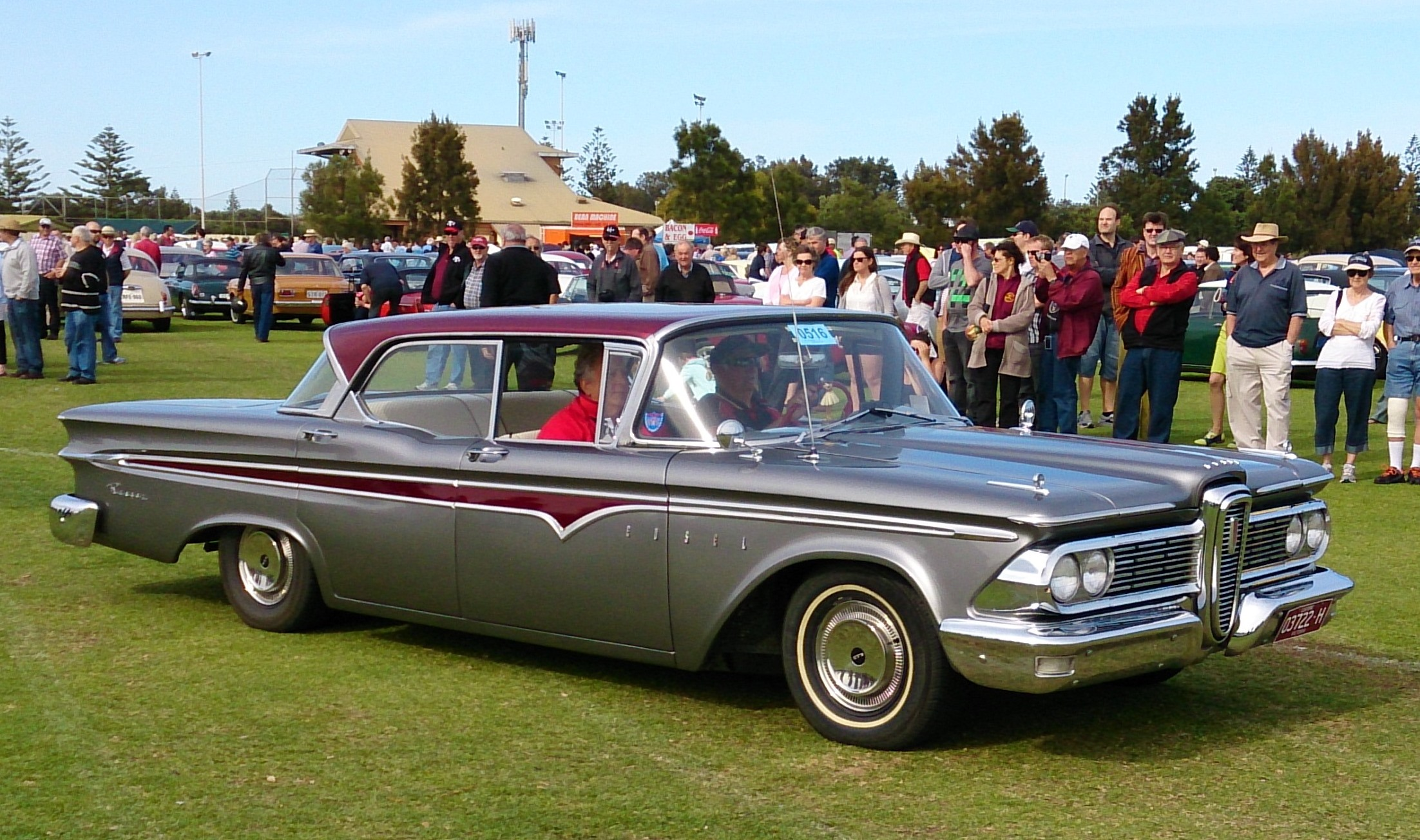
1959-es Edsel Ranger limuzin
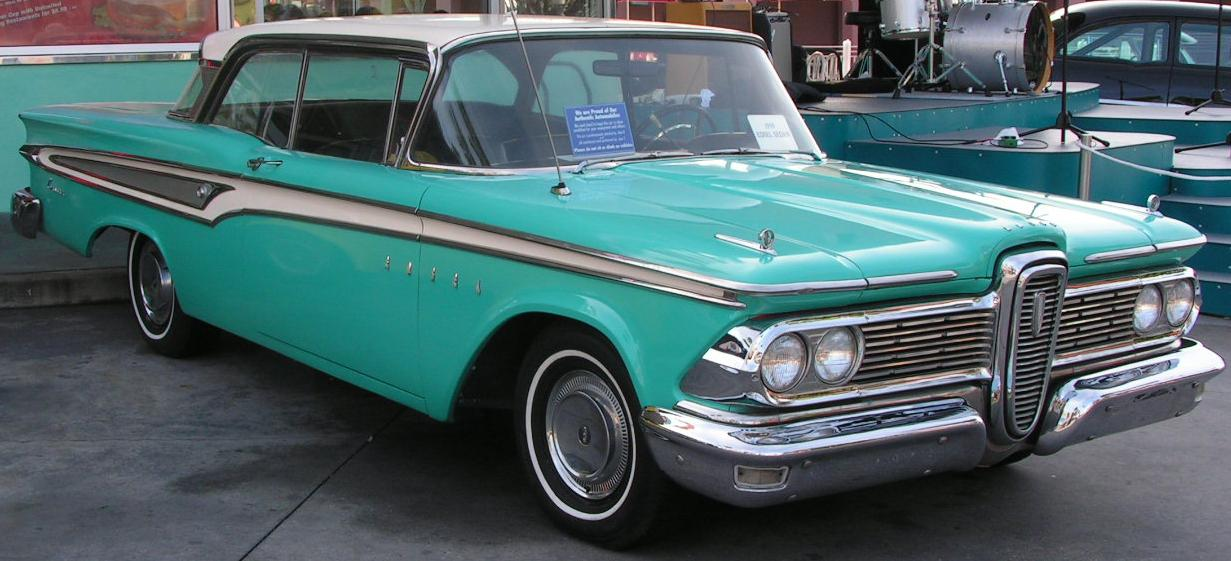
1959-es Edsel Corsair kupé
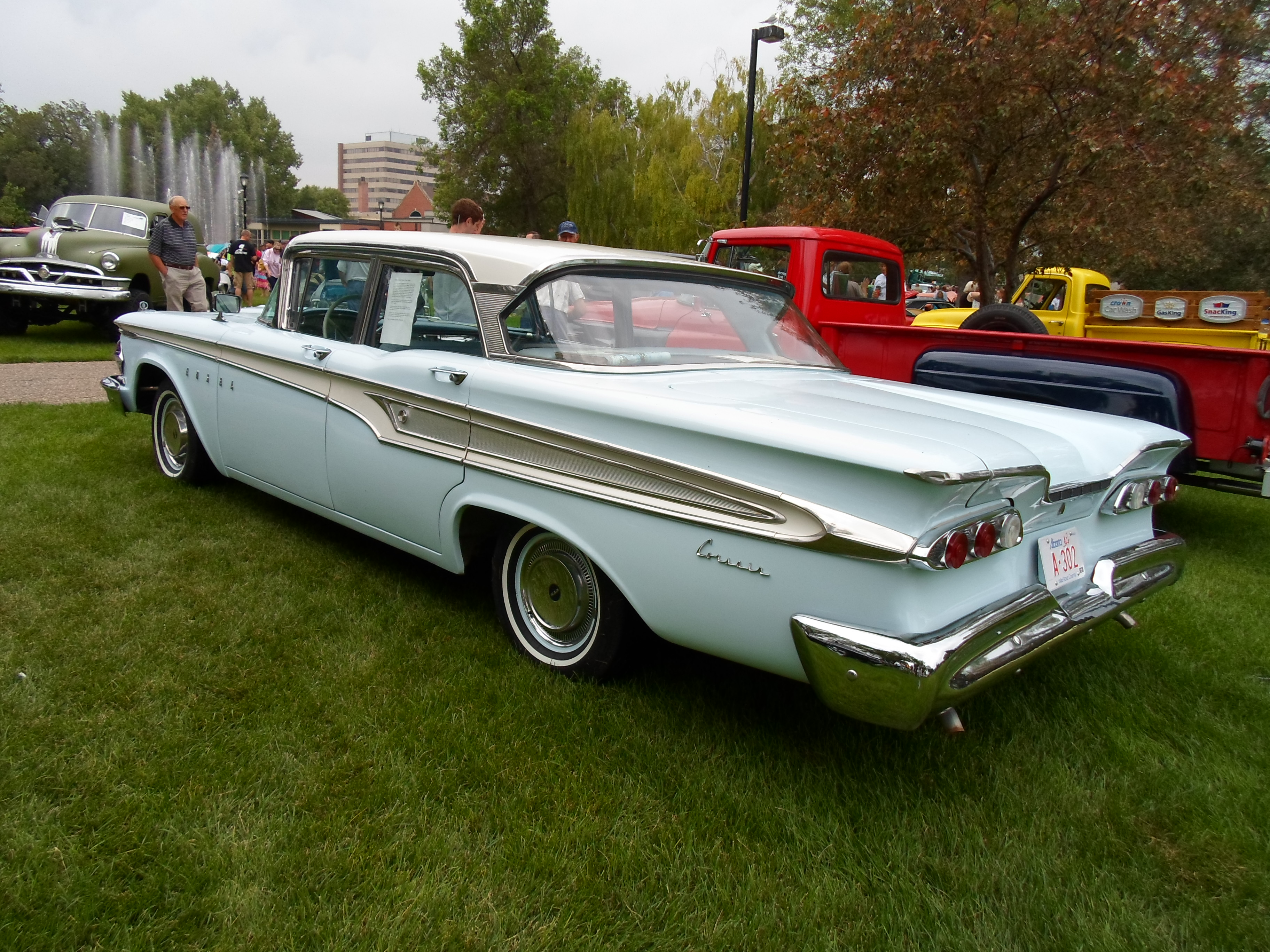
1959-es Edsel Corsair limuzin
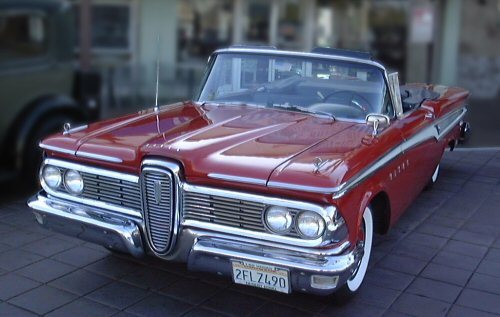
1959-es Edsel Corsair kabrió
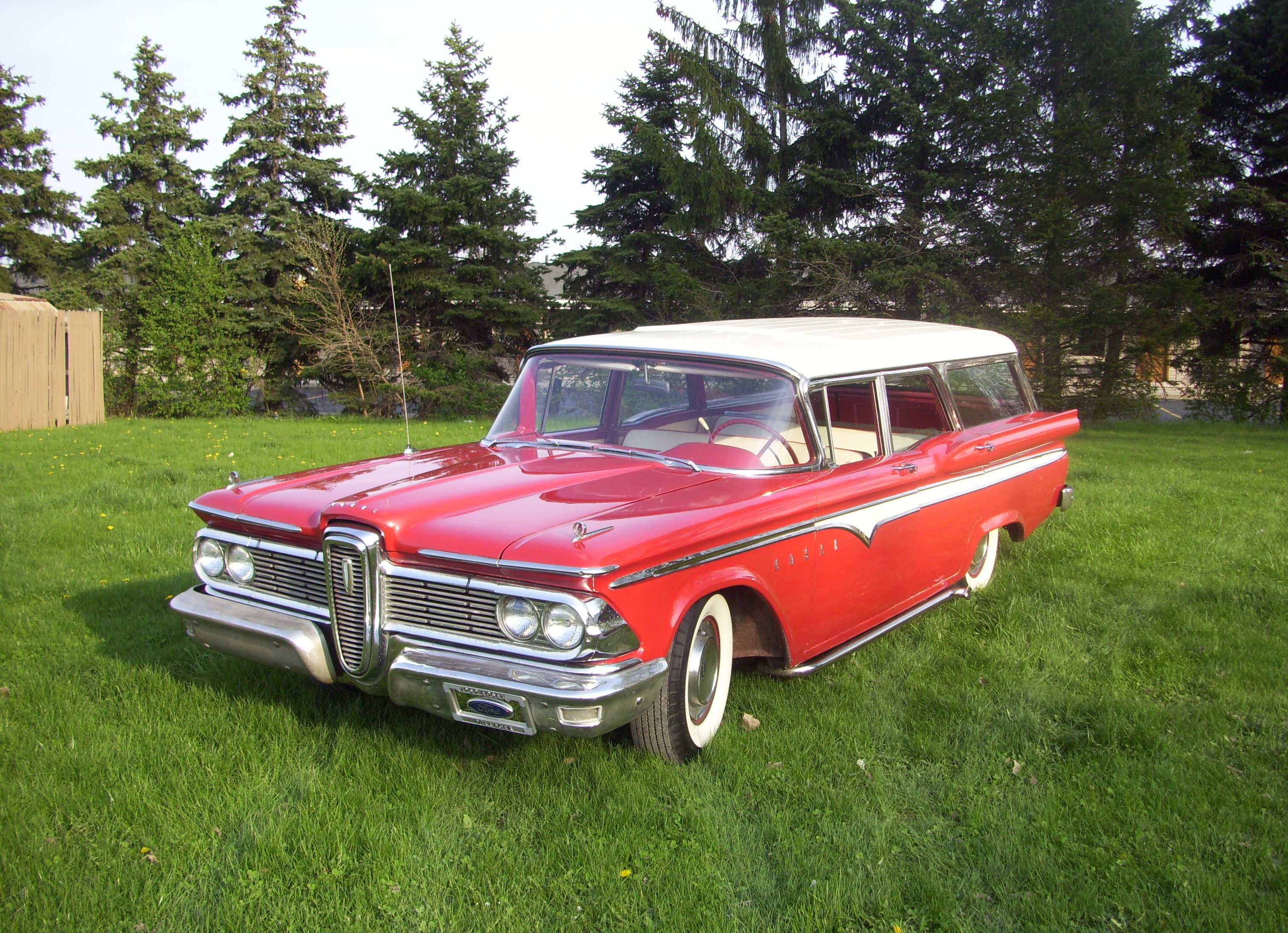
1959-es Edsel Villager
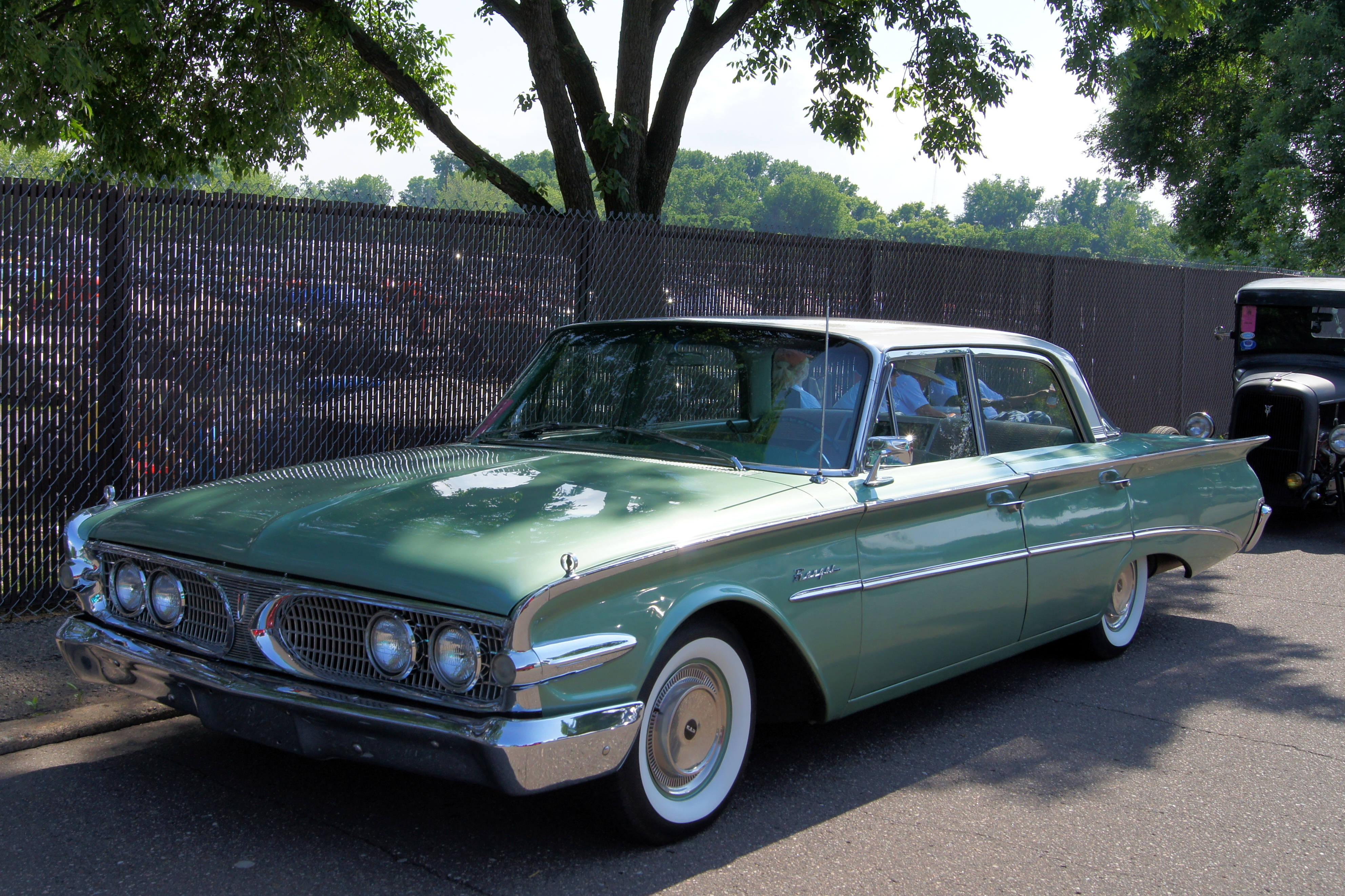
1960-as Edsel Ranger limuzin
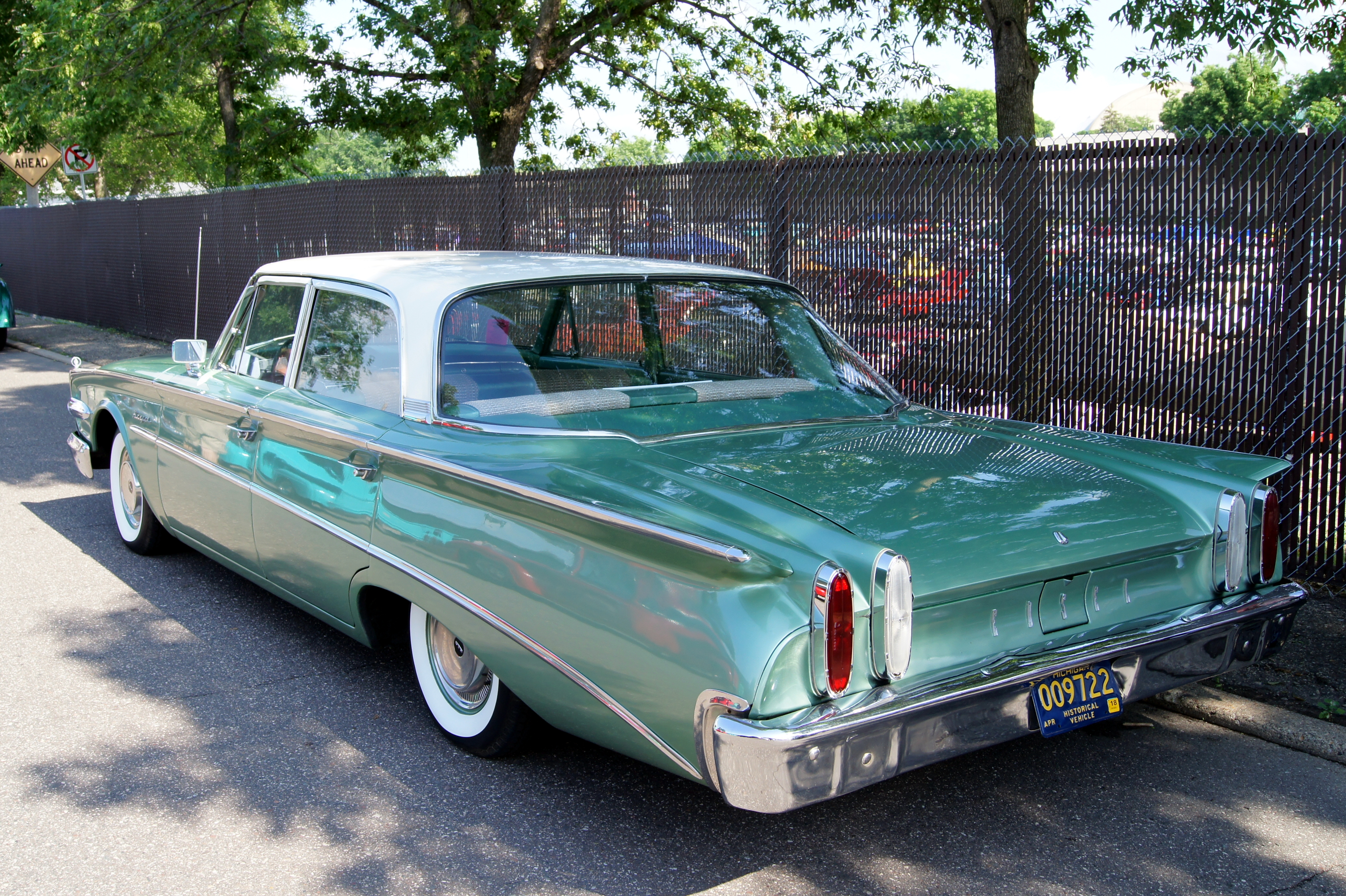
1960-as Edsel Ranger hátulnézetből
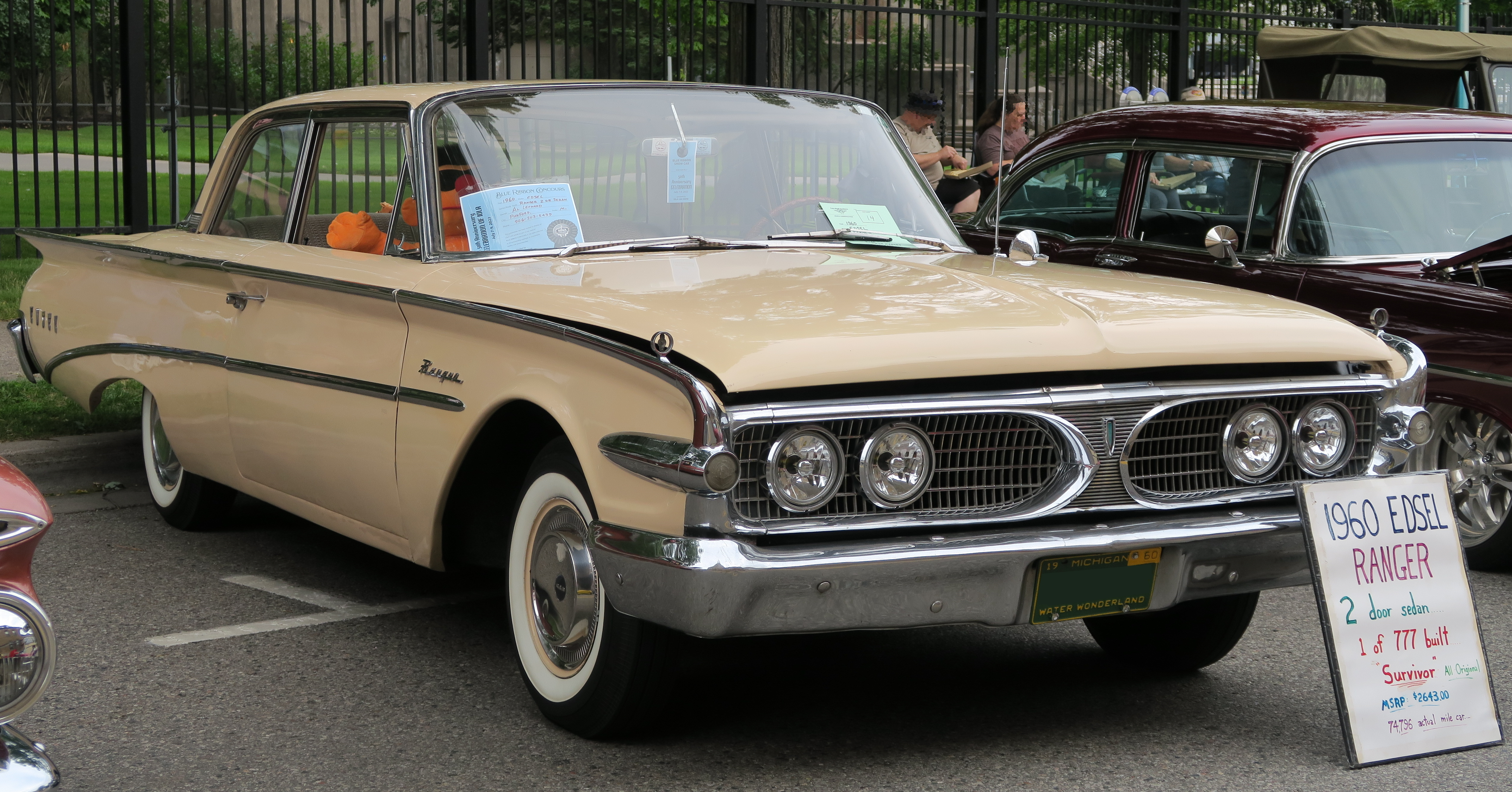
1960-as Edsel Ranger kupé
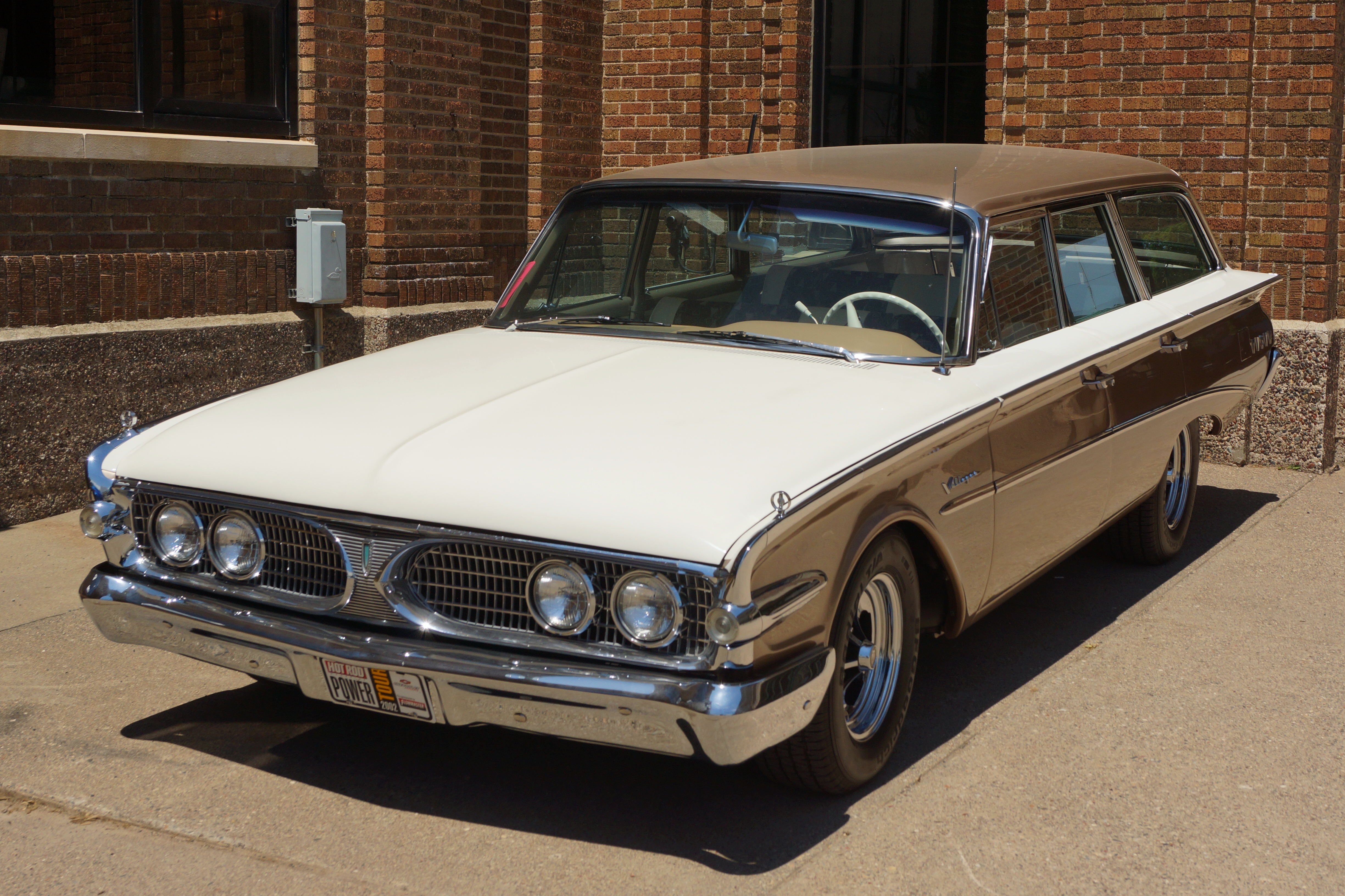
1960-as Edsel Villager
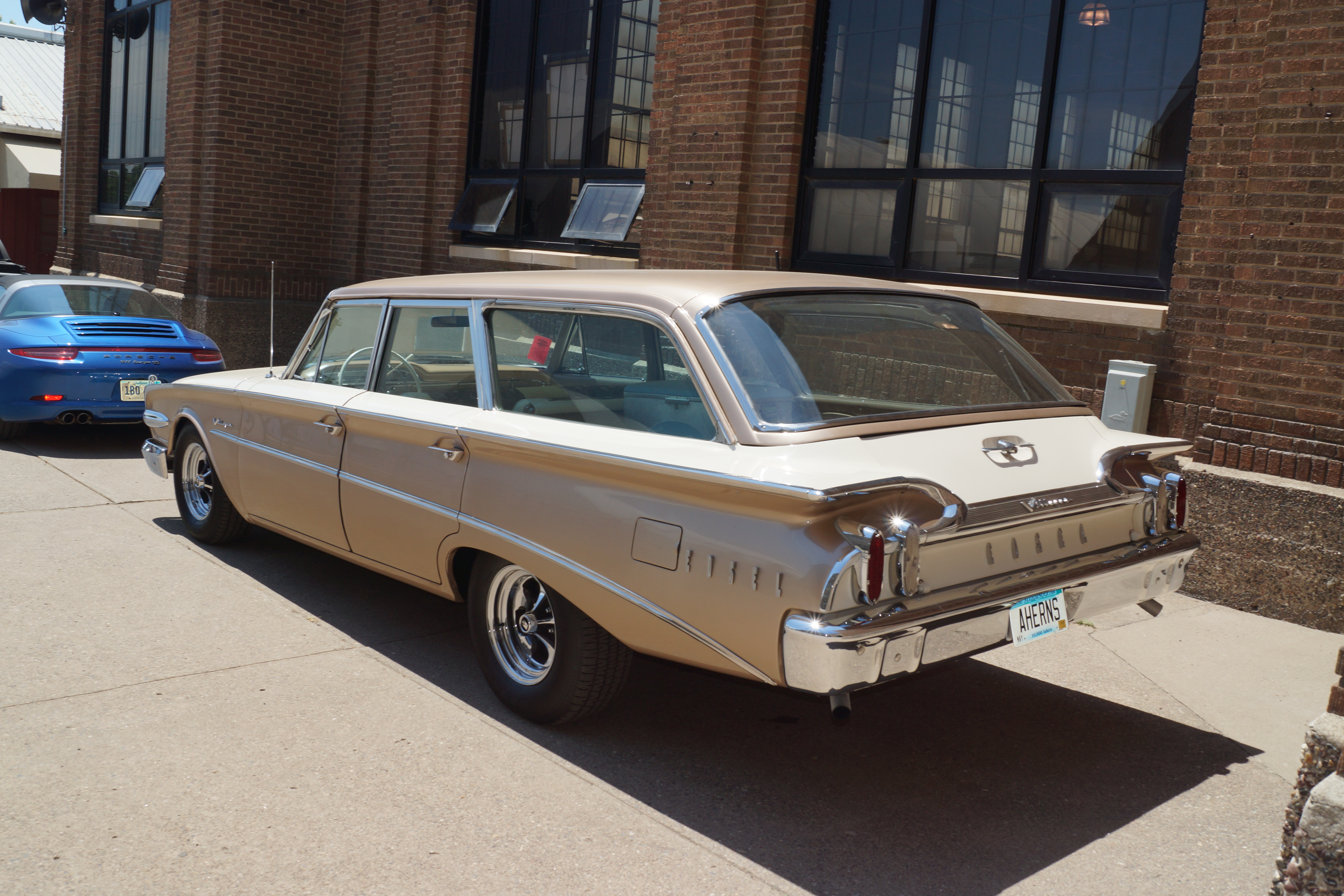
1960-as Edsel Villager hátulnézetből
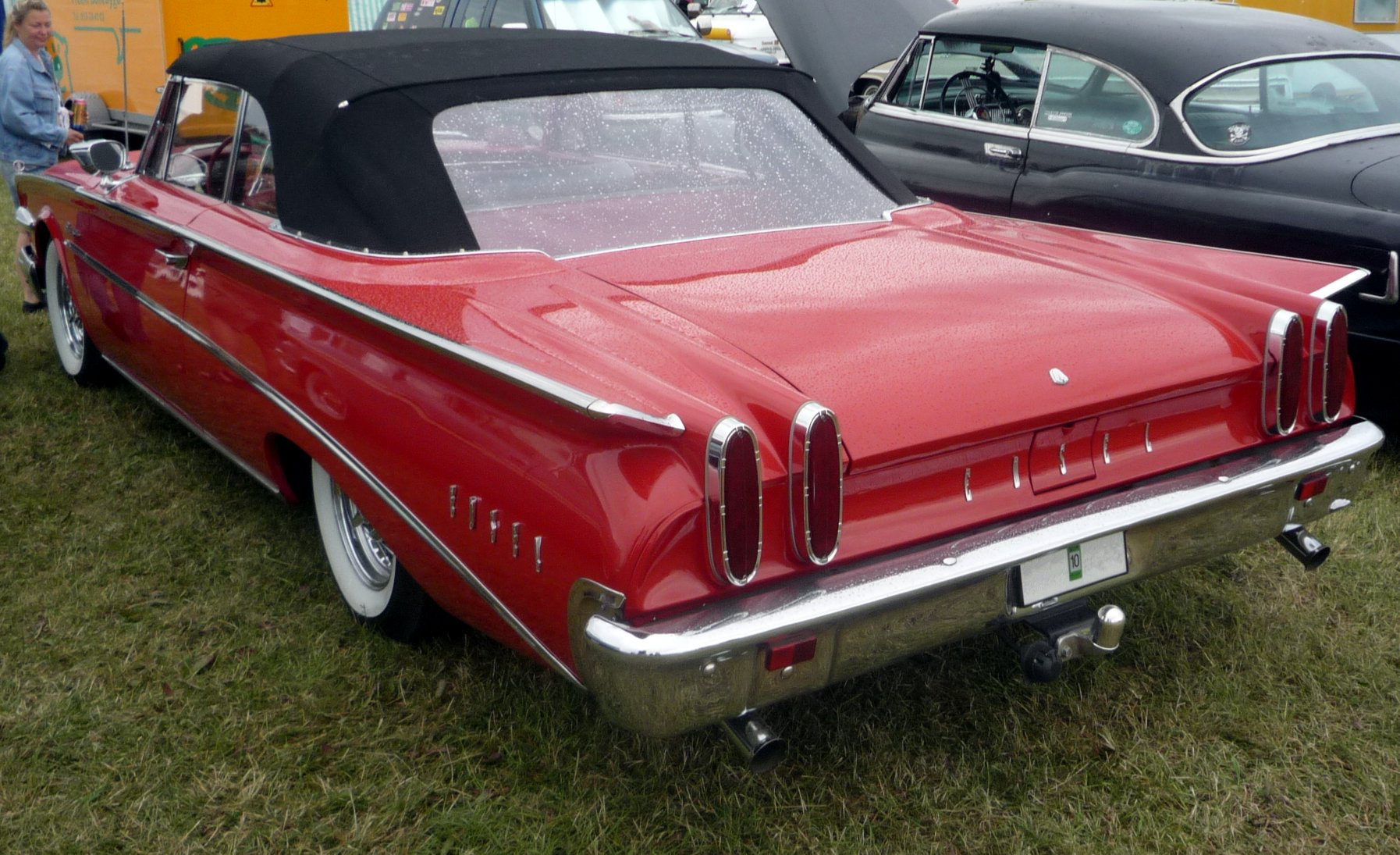
1960-as Edsel Ranger kabrió hátulnézetből, ebből a típusból készült a legkevesebb